# Numeri
Numeri (en llatí Numerius) era un praenomen romà poc corrent. Hi ha alguns casos en què els escribes abreujaven M. (molt comú, per Marc) en lloc de N, i hi ha confusió en els noms.
Marc Terenci Varró diu que aquest praenomen es donava als que naixien molt ràpid, ja que les dones de part pregaven a una deessa anomenada Numeria, que sembla que va ser una deïtat de certa importància, ja que els pontífexs la mencionaven a les pregàries. En femení (Numèria) era raríssim, tant com Marca (femení de Marc). Segons Sext Pompeu Fest, cap casa patrícia va fer servir el nom de Numeri fins que Fabi, que va ser un dels pocs supervivents quan els etruscs n'havien matat uns tres-cents, es va casar amb una rica dama filla d'Octacili Malaventà, amb la condició que el seu primer fill rebés el nom de Numeri com l'avi matern.
Numeris destacats a la història van ser:
- Numeri (Numerius) va ser un romà amic de Gai Mari. Quan Mari va ser proscrit per Sul·la l'any 88 aC i va fugir, Numeri va facilitar a Mari un vaixell a Òstia. Plutarc en parla, però només pel seu nom sense indicar el seu nom de família o el cognom.[2]
- Quint Numeri Ruf (Quintus Numerius Rufus), tribú de la plebs el 57 aC.
- Numeri (governador), governador de la Narbonesa (Narbonense) vers el 358